# Pasiripis (Kertajati)
Pasiripis is een bestuurslaag in het regentschap Majalengka van de provincie West-Java, Indonesië. Pasiripis telt 3572 inwoners (volkstelling 2010).